# Piero di Cosimo
Piero di Cosimo, pravog imena Piero di Lorenzo di Chimenti (Firenca, oko 1462. – Firenca, 1521.) bio je talijanski slikar visoke renesanse.

## Život i djelo
Piero di Cosimo je bio učenik Cosima Rossellija po kojem je uzeo umjetničko ime i čiju je kćerku oženio. S njim je, prema G. Vasariju, surađivao u Rimu na freskama u Sikstinskoj kapeli (1481.–'82.). Pripadao je krugu firentinskih slikara visoke renesanse. Formirao se pod utjecajem Luce Signorellija, Sandra Botticellija, Leonarda da Vincija i H. van der Goesa. Bio je učitelj Andree del Sarta.
Profinjenim stilom slikao je mitološke, alegorijske i sakralne kompozicije (Susret Marije i Elizabete, 1487.; Požar u šumi, 1487.; Prokridina smrt, oko 1510.) te osebujne portrete, često prikazane u prostranim bizarnim krajolicima.
Njegova poznata djela su: Bakanalije; Venera; Bakho otkriva med; Portret Simonette Vespucci itd.
Nekoliko njegovih najslavnijih svjetovnih djela je naslikano na dugim drvenim pločama (spalliera) koje su bile ugrađivane iznad drvenih bračnih škrinja (cassone). U svoje vrijeme je također bio slavan po dizajniranju dekoracija za Poklade i druge svečanosti.

### Odabrana djela
- Portret Simonette Vespucci oko 1480., ulje na dasci, 57 x 42 cm, Musée Condé, Chantilly, France
- Priča o Jasonu, 1486., Nacionalna galerija Južne Afrike, Cape Town.
- TViziacija sa sv. Nikolom i sv. Antunom, 1489. – 1490., ulje na dasci, 184 x 189, Nacionalna galerija, Washington.
- Venera, Mars i Kupid, 1490., ulje na dasci, 72 x 182 cm, Staatliche Museen, Berlin.
- Sv. Marija Magdalena, 1490tih, tempera na dasci, 72,5 x 76 cm, Galleria Nazionale d'Arte Antica, Rim.
- Mistično vjenčanje sv. Katarine od Aleksandrije, 1493., ulje na dasci, Ospedale degli Innocenti, Firenca.
- Alegorija, 1500., ulje na dasci, Nacionalna galerija, Washington.
- Sv. Ivan Evanđelist, 1504. – 1506., ulje na dasci, Honolulu akademija umjetnosti.
- Bakho otkriva med, oko 1505. – 1510., ulje na dasci, Muzej u Worcesteru, Massachusetts.
- Vulkan and Aeol, oko 1495. – 1500., ulje i tempera na platnu, Nacionalna galerija Kanade, Ottawa.
- Pronalazak vulkana na Lemnosu, 1495. – 1505., ulje i tempera na platnu, Wadsworth Atheneum, Hartford, Connecticut.
- Perzej oslobađa Andromedu, oko 1515., ulje na dasci, 70 x 123 cm, Uffizi, Firenca.
- Giuliano da San Gallo, oko 1500., ulje na dasci, 47,5 x 33,5 cm, Rijksmuseum, Amsterdam.
- Smrt Procrisa, oko 1500., ulje na dasci, 65 x 183 cm, Nacionalna galerija, London.
- Djevica s Djetetom, sv. Ivanom Krstiteljem i anđelom, oko 1500. – 1510., ulje na dasci, promjera 129 cm, São Paulo muzej umjetnosti.
- Poklonstvo pastira, 1505., ulje na dasci, Galleria Borghese, Rim.
- Bezgrešno začeće sa svecima, oko 1505., ulje na dasci, 206 x 172 cm, Uffizi, Firenca.
- Silenove nesreće, oko 1505. – 1510., ulje na dasci, Fogg Art Museum, Cambridge, Massachusetts.
- Mit o Prometeju, 1515., ulje na dasci, Alte Pinakothek, München.
- Gradnja palače, 1515. – 1520., ulje na dasci, 83 x 197 cm, Ringling Museum of Art, Sarasota, Florida.